# Mirela Demirevová
Mirela Demirevová (Мирела Красимирова Демирева, * 28. září 1989 Sofie) je bulharská reprezentantka ve skoku do výšky, stříbrná olympijská medailistka. Její osobní rekord má hodnotu 200 cm. Je členkou klubu Beroe Stara Zagora, studuje Novou bulharskou univerzitu v Sofii. Oba její rodiče byli atleti: otec Krasimir Demirev se věnoval běhu na 400 m překážek, matka Valja Demirevová skončila s bulharskou sprinterskou štafetou pátá na OH 1988.
Na Mistrovství Evropy juniorů v atletice 2007 získala bronzovou medaili a na mistrovství světa juniorů v atletice 2008 stříbrnou. Byla finalistkou mistrovství Evropy v atletice 2012 (8. místo), halového mistrovství Evropy v atletice 2013 (7. místo) a mistrovství světa v atletice 2015 (9. místo). Druhé místo obsadila na mistrovství Evropy v atletice 2016 výkonem 196 cm i na olympiádě 2016 výkonem 197 cm. Byla zvolena bulharskou sportovkyní roku 2016.